# Murambi-See
Der Murambi-See liegt im Sektor Mwiri des Distrikts Kayonza in der Ostprovinz von Ruanda innerhalb des Akagera-Nationalparks.

## Geographie
Der Murambi-See liegt nordwestlich des deutlich größeren Ihema-Sees, nordöstlich des Birengero-Sees und südwestlich des Murambya-Sees. Die Seen sind Teil einer Gruppe beidseitig des Kagera-Nils und innerhalb der Akagera-Sümpfe. Die meisten der Seen sind jedoch nicht dauerhaft mit dem Kagera-Nil verbunden. Dies geschieht während der zweimal jährlich auftretenden Regenzeit und auch viele kleine saisonal auftretende Wasserläufe fließen dann in die Seen. Der Wasserstand variiert somit um etwa 1 bis 1,5 Meter. Der jährliche Gesamtniederschlag in der Region liegt bei 650 bis 900 mm.

## Flora und Fauna
In den Seen des Akagera-Nationalparks leben Flusspferde und Krokodile. Auch Schildkröten und Amphibien sind häufig. Zudem suchen die im Park vorkommenden Säugetiere wie zum Beispiel die Afrikanischen Elefanten, Kaffernbüffel, Zebras, Ellipsen-Wasserböcke, Großriedböcke, Kronenducker, Sitatunga Pferdeantilopen, Schwarzfersenantilopen, Wüstenwarzenschweine und Leoparden die Seen auf.